# Henriette Schmidt-Bonn
Henriette Schmidt-Bonn (née le 5 décembre 1873 à Bonn, morte le 27 avril 1946 à Willingshausen) est une peintre allemande.

## Biographie

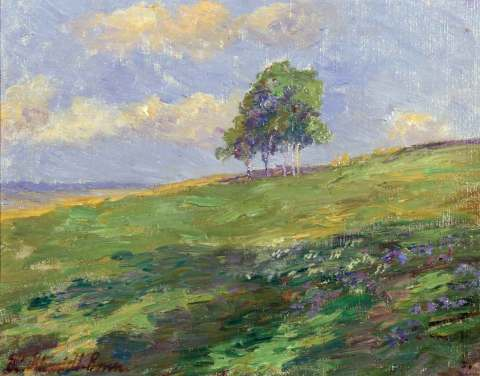
Groupe de bouleaux près de Willingshausen.

Henriette Schmidt-Bonn est la fille d'un marchand de fourrures. Elle est la sœur aînée de l'écrivain Wilhelm Schmidtbonn (de).
Henriette Schmidt-Bonn va à l'école de peinture Becker-Leber et se forme auprès de Heinrich Otto à Düsseldorf à partir de 1905. Grâce à lui, elle fait la connaissance de la colonie de peintres de Schwalm Willingshausen (de), qu'elle voit pour la première fois en 1911. Schmidt-Bonn est ami avec Wilhelm Thielmann. En 1942, après que son appartement à Düsseldorf est détruit par les bombardements, elle déménage à Willingshausen.